# Langues d’oïl

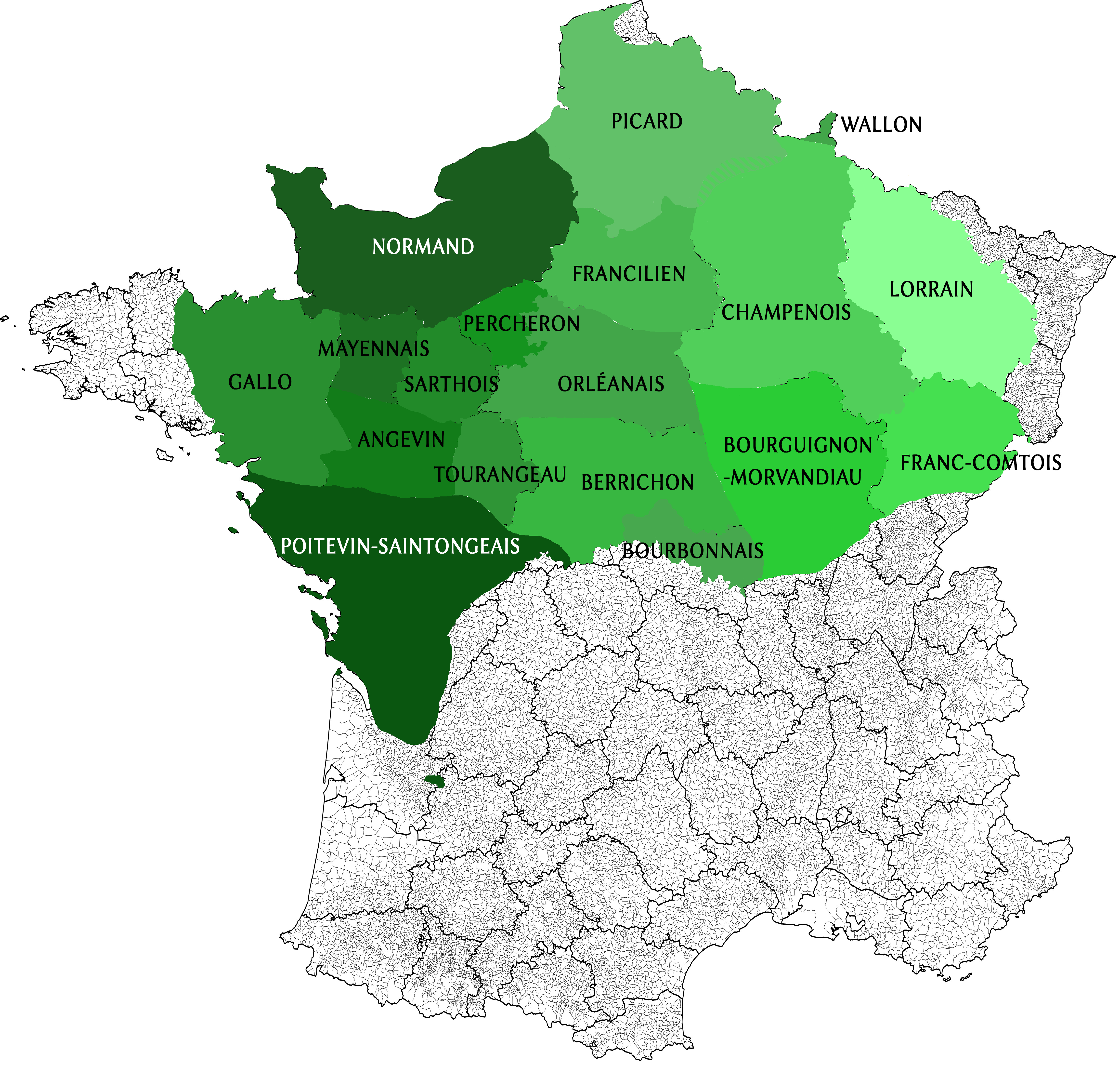
Die langues d’oïl in den heutigen Grenzen Frankreichs

Als langues d’oïl (heutige Aussprache [lãɡdɔj(l)]) wird eine Gruppe galloromanischer Sprachen und Dialekte bezeichnet, die hauptsächlich nördlich der Loire beheimatet ist. (Im Gegensatz dazu stehen die südlichen langues d’oc, deren Bezeichnung ebenfalls aus einer Bejahungsformel, lateinisch hŏc, entstanden ist und die heute meist als okzitanische Sprache bezeichnet werden.)
Die langues d’oïl waren dem Einfluss der germanischsprachigen Franken stärker ausgesetzt als die langues d’oc. Ihr Verbreitungsgebiet umfasst Nordfrankreich, die Kanalinseln, Teile Belgiens und der Schweiz sowie einige in der Neuzeit von Frankreich besiedelte Gebiete außerhalb Europas, insbesondere Teile Kanadas. Das moderne Französisch hat sich aus Varianten insbesondere der Sprache der französischen Krondomäne um Paris (Franzisch/francien) um das Jahr 1200 entwickelt.

## Verteilung derlangues d’oïlin Frankreich
- Berrichon (Berry)

Langues d’oïl gemäß Henriette Walter (1988)

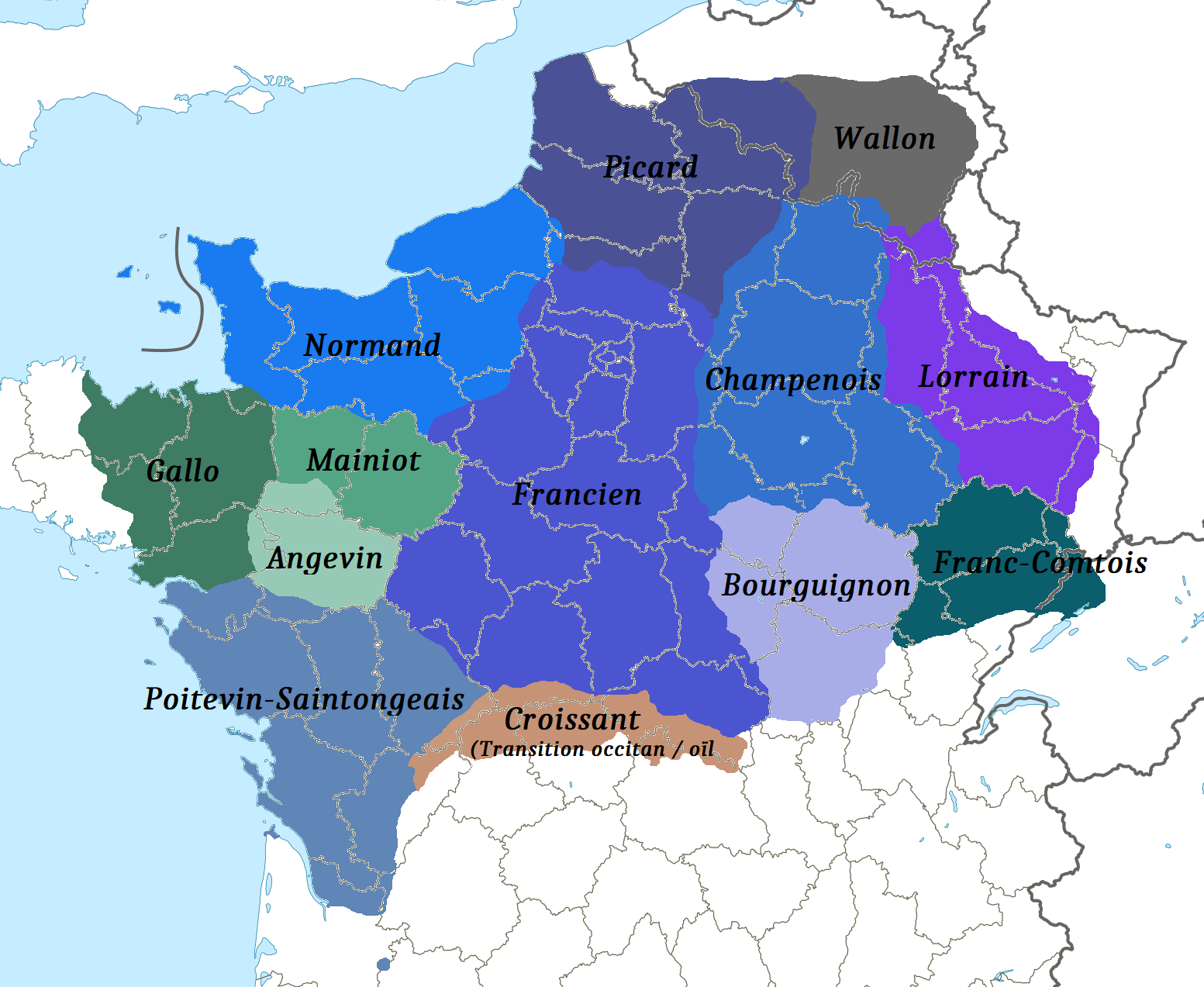
Langues d’oïl mit der Übergangszone („Croissant“) von langues d’oïl und langues d’oc

- Bourguignon-morvandiau (Bourgogne),
- Champenois (Champagne),
- Franc-Comtois (Franche-Comté),
- Gallo (armorikanische Zone),
- Lothringisch (Lothringen),
- Normannisch,
  - Anglonormannisch (die im Mittelalter von der normannischen Bevölkerung in England gesprochene Sprache)
    - Auregnais (Insel Alderney),
    - Guernésiais (Insel Guernsey),
    - Jèrriais (Insel Jersey, vom Aussterben bedroht),
    - Sercquiais (Insel Sark)
- Picardisch
- Saintongeais und Poitevin (Marais Poitevin) und
- Wallonisch.

Zur zentralen Zone der langues d'oïl gehören die Gebiete Île-de-France, Orléanais, Touraine, Ouest de la Champagne, Berry und Bourbonnais.